# Anoiapithecus
Anoiapithecus ist eine ausgestorbene Gattung der Menschenaffen, die während des mittleren Miozäns in Spanien vorkam und von einigen Autoren der Tribus Dryopithecini zugerechnet wird. In der Provinz Barcelona, bei der Gemeinde Els Hostalets de Pierola entdeckte Fossilien, die zu dieser Art gestellt wurden, datierten ihre Entdecker in der Erstbeschreibung von Anoiapithecus im Jahr 2009 anhand von biostratigraphischen Analysen in die Zeit vor rund 11,9 Millionen Jahren. Die Fossilien wurden von ihren Entdeckern um den Paläontologen Salvador Moyà-Solà – wie 2004 bereits Pierolapithecus – in die Nähe der letzten gemeinsamen Vorfahren aller Großen Menschenaffen gestellt und ausdrücklich als fossile Art den Menschenaffen (Hominidae) zugeordnet.

## Namensgebung
Anoiapithecus ist ein Kunstwort. Die Bezeichnung der Gattung ist abgeleitet vom Fundort im Gebiet von Els Hostalets de Pierola im Verwaltungsbezirk Anoia, nahe dem Montserrat-Gebirge sowie von griechisch πίθηκος, altgriechisch ausgesprochen píthēkos = „Affe“. Das Epitheton der bislang einzigen wissenschaftlich beschriebenen Art, Anoiapithecus brevirostris, verweist auf die Rekonstruktion der Form des erhaltenen Gesichtsschädels, abgeleitet von lateinisch brevis = „kurz“ und rostrum = „Schnauze“. Anoiapithecus brevirostris bedeutet dem Sinne nach folglich „kurz-schnauziger Affe aus Anoia“.

## Erstbeschreibung
Als Holotypus wurde in der Erstbeschreibung von Gattung und Typusart Anoiapithecus brevirostris der stark fragmentierte Gesichtsschädel eines erwachsenen, männlichen Individuums ausgewiesen (Archivnummer IPS-43000), der im Institut Català de Paleontologia der Universitat Autònoma in Barcelona aufbewahrt wird. Diesem Fossil zugeordnet werden konnten u. a. Bruchstücke von Knochen aus dem Bereich der Augenhöhlen, der fast vollständig erhaltene Gaumen sowie Teile von Oberkiefer und Unterkiefer mit jeweils erhaltenen Eckzähnen und einigen Backenzähnen. Freigelegt wurden die fossilen Knochen an der Fundstelle Abocador de Can Mata (ACM/C3-Aj).
Anoiapithecus wurde in der Erstbeschreibung in die engere verwandtschaftliche Nähe zu Dryopithecus gestellt, der von anderen Forschern als Seitenzweig zur Entwicklung der Menschenaffen interpretiert wird.

## Bedeutung des Fundes
Funde von Menschenartigen (Hominoidea) aus dem mittleren Miozän – der Zeit vor ungefähr 16 bis 10 Millionen Jahren – sind bislang relativ selten. Sie gelten aber als besonders bedeutsam für die Rekonstruktion der Stammesgeschichte der Menschenaffen, da sich in dieser Epoche die Abstammungslinie von Orang-Utans, Schimpansen, Gorillas und Mensch von jener der „kleinen Menschenaffen“ (wie etwa den Gibbons) trennte. Je nach Kalibrierung wird dieser Zeitpunkt ins frühe oder ins mittlere Miozän datiert, mit einer Spannweite von 17 bis 12 Millionen Jahren vor heute. Wie der letzte gemeinsame Vorfahre dieser beiden Abstammungslinien aussah ist bislang unbekannt, und wo er lebte, ist umstritten. In die Nähe dieser fossilen Vorfahren wurden unter anderem die erst seit den 1990er-Jahren zahlreicher gewordenen Überreste von afrikanischen Fossilien wie zum Beispiel Kenyapithecus wickeri und Nacholapithecus sowie Equatorius africanus gestellt. Andere Forscher hatten zuvor aus dem Mangel an afrikanischen Funden und dem Auffinden ähnlich alter Fossilien in Eurasien abgeleitet, dass sich die Aufspaltung der beiden Entwicklungslinien außerhalb Afrikas ereignet habe.
Die spanischen Paläoanthropologen schließen sich in der Erstbeschreibung von Anoiapithecus dieser letztgenannten Hypothese an und interpretieren ihre Rekonstruktion des Fossils als Hinweis auf einen Ursprung der großen asiatischen und afrikanischen Menschenaffen in Europa. Als Beleg werden unter anderem dessen flaches Gesicht ohne ausgezogene Nasenpartie genannt sowie diverse Besonderheiten der Zähne. Weitere Belege für ihre Hypothese leiteten sie aus einem Vergleich ihrer Rekonstruktion der erhaltenen Gesichtsknochen von Anoiapithecus mit den Gesichtsknochen anderer Arten ab, darunter diverse fossile Arten wie Hispanopithecus, Ouranopithecus, Ankarapithecus und Sivapithecus sowie die heute noch lebenden Menschenaffen.
Einer ähnlichen Argumentation in der Erstveröffentlichung des am gleichen Fundort in Spanien geborgenen, etwas älteren Pierolapithecus im Jahr 2004 war kurz darauf von anderen Forschern widersprochen worden. Die Hypothese der spanischen Forscher wurde in New Scientist zudem vom Paläoanthropologen Jay Kelley, University of Illinois at Chicago, infrage gestellt, der darauf hinwies, dass aus Afrika noch zu wenige Funde bekannt seien, um sich auf ein bestimmtes Gebiet für die Herkunft der Menschenaffen festlegen zu können. Ähnlich äußerte sich der deutsche Paläoanthropologe Friedemann Schrenk in der Süddeutschen Zeitung: „Es gibt aus dieser Zeit bisher einfach keine vergleichbaren Knochenfunde aus Afrika.“ Das heiße aber nicht, dass sich dort keine Menschenaffen entwickelten; die Region um Barcelona sei vielmehr vor allem deshalb reich an Fossilien, weil diese dort „exzeptionell gut“ konserviert wurden. In den feucht-warmen Wäldern Afrikas sei hingegen „das Überlieferungspotential gleich Null“.
Zum Verwandtschaftskreis der Vorfahren von Anoiapithecus gehört unter anderem die Gattung Pliobates.

## Belege
1. ↑  Salvador Moyà-Solà et al.: A unique Middle Miocene European hominoid and the origins of the human clade. In: PNAS. Band 106, Nr. 24, 2009, S. 9601–9606, doi:10.1073/pnas.0811730106
2. ↑  Salvador Moyà-Solà et al.:: Pierolapithecus catalaunicus, a New Middle Miocene Great Ape from Spain. In: Science. Band 306, Nr. 5700, 2004, S. 1339–1344, doi:10.1126/science.1103094
3. ↑  David R. Begun und Carol V. Ward: Comment on „Pierolapithecus catalaunicus, a New Middle Miocene Great Ape from Spain.“ In: Science. Band 308, Nr. 5719, 2005, S. 203, doi:10.1126/science.1108139
4. ↑  Bon Holmes: Were our earliest hominid ancestors European? Auf: newscientist.com vom 1. Juni 2009.
5. ↑   Christina Berndt: Unser spanisches Erbe. Auf: sueddeutsche.de vom 3. Juni 2009.